# Nike Akande
Onikepo Olufunmike Akande, OON CON, (tên khai sinh: Onikepo Olufunmike Adisa vào ngày 29 tháng 10 năm 1944 tại Lagos, Nigeria) là một chuyên gia kinh tế, kế toán và công nghiệp người Nigeria hiện là Chủ tịch Phòng Thương mại và Công nghiệp Lagos và Phó Chủ tịch danh dự của Hiệp hội các phòng thương mại, công nghiệp, mỏ và nông nghiệp Nigeria.

## Cuộc sống và giáo dục ban đầu
Là người gốc Ibadan, bang Oyo, Nike được sinh ra ở Lagos với tư cách là người đầu tiên trong bốn đứa con của một gia đình hoàng gia. Bà đã học trung học tại trường Queen's School, Ede (nay là Queen's School, Ibadan) sau khi hoàn thành giáo dục cơ bản của mình ở Ibadan. Bà có bằng Cử nhân Kế toán từ trường Đại học Bách khoa Tây Bắc (nay là Đại học Bắc Luân Đôn) sau khi tốt nghiệp vào năm 1968. Bà cũng là cựu sinh viên của Trường Kinh doanh Harvard và Viện Phát triển Quản lý Quốc tế.

## Nghề nghiệp

### Dịch vụ công
Nike trở thành Bộ trưởng Bộ Công nghiệp đầu tiên của Nigeria sau khi được bổ nhiệm hai lần vào tháng 12 năm 1997 và tháng 8 năm 1998 dưới sự quản lý của Sani Abacha. Bà cũng là một đại biểu tại Hội nghị Quốc gia 2014 và là thành viên của Nigeria Vision 2010 và Vision 20: 2020.

### Khu vực kinh tế tư nhân
Nike là một nhà công nghiệp và kinh tế học, cựu Tổng thống Goodluck Jonathan mô tả là "một nguồn cảm hứng". Bà là thành viên hội đồng quản trị của Liên minh Ngân hàng Nigeria và Quỹ PZ. Bà cũng là giám đốc của Tổng công ty Bảo hiểm Quốc gia Nigeria và Ngân hàng Phát triển Công nghiệp Nigeria.
Ngày 8 tháng 12 năm 2015, Nike được bổ nhiệm làm Chủ tịch Tập đoàn kinh doanh NEPAD Nigeria, thay thế Chris Ezeh. Bà hiện đang là Chủ tịch của Phòng Thương mại và Công nghiệp Lagos, một vị trí bà nắm giữ kể từ ngày 5 tháng 12 năm 2015.

## Sách tham khảo
- Nike Akande (1996). A Bibliography on Family Support Programme. Edo State University.